# Setge de Barcelona (1651-1652)
El Setge de Barcelona d'agost 1651 a octubre de 1652 fou un dels episodis de la Guerra dels Segadors, que posà punt final al conflicte, posant les autoritats catalanes novament sota l'obediència del rei castellà.

## Antecedents
La primavera del 1640, Francesc de Tamarit fou empresonat per l'autoritat reial, acusat de no facilitar, des del seu càrrec, les lleves i els allotjaments. Camperols revoltats van entrar a Barcelona el 22 de maig, possiblement amb la complicitat de les autoritats catalanes, i el posaren en llibertat.
El 7 de juny de 1640 en el Corpus de Sang, grups de segadors entren a la ciutat originant un motí en el que fou assassinat el virrei de Catalunya Dalmau III de Queralt, que marca l'inici del conflicte que es converteix de seguida en una autèntica revolta social. El setembre, l'exèrcit de Felip IV va ocupar Tortosa amb l'aliança senyorial catalana i del bisbe de la ciutat, que, com la totalitat dels bisbes que ocupaven les seus catalanes, era políticament reialista. L'ocupació fou seguida d'una duríssima repressió contra el poble revoltat.
El 17 de gener de 1641, davant l'alarmant penetració de l'exèrcit castellà, Pau Claris al capdavant de la Generalitat de Catalunya, proclamà la República Catalana, amb l'adhesió de la burgesia urbana descontenta per la pressió fiscal, acordant una aliança politicomilitar amb el Regne de França. Catalunya es posava sota l'obediència de Lluís XIII de França. Pocs dies després, i ja amb l'ajuda de l'exèrcit francès, la Generalitat obtingué una important victòria militar en la batalla de Montjuïc del 26 de gener del 1641. Poc més tard moria Pau Claris, i la difícil situació local i internacional, dugué a la Generalitat a proclamar comte de Barcelona i sobirà de Catalunya al rei Lluís XIII, fins a la seva mort el 1643. El succeí Lluís XIV, el rei sol, fins al 1652.
França aconsegueix, durant l'estiu del 1642, l'ocupació de Perpinyà i de Salses i amb això el control dels comtats del Rosselló i de Cerdanya, el seu objectiu immediat, el 1643 Montsó i Lleida. Per la seva part, després de dominar Tortosa, Felip IV aconseguia recuperar Tarragona i Lleida el 1644. Tortosa es mantingué sota sobirania castellana fins al 1648, en què fou conquerida pels francesos, que s'hi mantingueren fins al 1650. A partir de 1645 els francesos ocupen Roses, envaeixen l'Empordà, assetgen Girona, escometen el Vallès, i ocupen temporalment Cadaqués, Castelló d'Empúries, Solsona i Berga.
A França, però, la guerra de la Fronda del 1651, afeblia les possibilitats militars franceses a Catalunya, quan el mariscal Jean-Gaspard-Ferdinand de Marsin, amb la major part de la cavalleria francesa i molta infanteria van abandonar la defensa de Barcelona el 21 de setembre per acudir a ajuntar-se amb els partidaris de posar Enric de Borbó en el tron de França.

## L'Exèrcit franco-català
Un cop quedà clar l'avanç de les tropes hispàniques cap a Barcelona, el comandament francès procedí a reunir el seu exèrcit a Barcelona per tal de resistir al setge.
Aquest es componia de:
- 3.000 homes dels regiments d'infanteria francesos de:
- La Reine
- Anjou
- Guyenne
- Chouppes
- Gesvres - 10 companyies d'aquest regiment marxaren a la Guyena amb Marsin.
- Limousin
- Marsin - Aquest regiment marxà a la Guyena amb Marsin
- Montpouillan - Aquest regiment marxà a la Guyena amb Marsin

Aquestes tropes eren comandades pel Senyor Roy primer capità del regiment de la Reine
- 1.200 homes dels regiments suïssos al servei de França de:
- Lochmann
- Reynold

Aquests dos regiments eren comandats per Lochamann.
- 1.200 o 1.500 homes dels regiments catalans al servei de França de:
- Francesc Vila amb 300 homes
- Jeroni Novell amb 300 homes
- Pere Sabater amb 300 homes
- Fra Francesc de Granollachs/Mostarós amb 600 homes, segons Siri, i situat a Montjuïc amb una companyia suïssa.
- Algunes companyies soltes dels sometents de Vic, Solsona i Cervera

- 3.000 homes de:
- La Coronela de Barcelona

- 1.700 cavalls dels regiments de:
- Saint Simon
- Mérinville
- Roquelaure
- La Mothe
- Aletz
- Baltasar (alemany) - Aquest regiment marxà amb Marsin a la Guyena
- Chasteaubriand
- Marsin - Aquest regiment marxà amb Marsin a la Guyena
- Margarit (català)
- d'Ardena (català)
- Schack (weymarià) - Que es va donar després a Marsilly

aquestes tropes eren comandades pel Senyor de Roche Saint-Chamerant, capità del regiment de Saint Simon.
L'artilleria de la plaça era formada per 85 peces.
Posteriorment el Mariscal de La Mothe acudí en socors de Barcelona amb les tropes següents:
- Companyies de cavalleria:
- 'Gardes' de La Mothe-Houdancourt
- 'Gardes' del Príncep Tomasso de Savoia
- 'Gardes' de Saint André Montbrun
- 'Gendarmes' del Príncep Tomasso de Savoia*
- 'Chevaux-légers' de Pienne
- 'Chevaux-légers' de Varsy
- Cuirasses de Ville
- Cuirasses de Monty

- Regiments d'infanteria de:
- Auvergne
- Bretagne amb uns 200 homes
- Normandie amb uns 200 homes
- Austrain amb uns 200 homes (10 companyies) Reclutat a França, baixà per Roina amb barca i després navegà amb cabotatge fins Narbona.
- Aiguebonne (20 companyies)
- Angoulême (15 companyies)
- Vendôme (20 companyies)
- Mérinville infanteria (20 companyies)
- 3 regiments d'infanteria catalans

- Regiments de cavalleria de:
- Boissac amb 8 companyies
- Saint André Montbrun amb 7 companyies
- Príncep Mauricio amb 6 companyies
- Le Feron amb 7 companyies
- Sieur de Ternes amb 5 companyies
- Pardaillan amb 4 companyies
- Comte de Moret amb 2 companyies
- Marquès d'Aligre amb 3 companyies
- Saint Germain d'Achon 4 companyies
- Rochelidoux amb 4 companyies
- Ferté Senneterre amb 4 companyies
- un regiment de cavalleria català

(La llista d'unitats de l'exèrcit de La Mothe-Houdancourt probablement està completa)

## L'exèrcit de la Monarquia hispànica
El juliol de 1651 sortia de Lleida cap a Cervera l'exèrcit del Baró de Seebach amb 6.000 homes i 2.600 cavalls, 16 canons i 4 peces d'artilleria per amenaçar Balaguer. Segons Mortara l'exèrcit era format per 5.760 homes, 2.300 cavalls, 22 peces d'artilleria 250 carros i 400 mules. Al final, aquest exèrcit acabaria ajuntant-se amb el que vingué transportat per mar i desembarcà el 8 d'agost, compost per l'artilleria formada per 6 mansfelts, 6 sacres, 6 quarts de canó i 2 mitjos canons vinguts en 5 tartanes i 2.500 soldats alemanys.
L'exèrcit que assetjà Barcelona es componia de fins a 24 terços o regiments:
- Al Quarter de Sans
- Terços espanyols:
  - Gaspar de la Cueva
  - Juan del Castillo amb una bateria de 7 peces 1 de 26 lliures la resta de 30, 40 i 46 lliures.
  - Luis de Torres
  - Pedro Estevan (Aragonès de 10 companyies)
  - Francisco de Sada (Aragonès de 10 companyies)

- Terços irlandesos:
  - Comte de Tirón
  - Cristobal Obreni (O'Brien?)

- Terços italians:
  - Tiberio Carraffa
  - Marco Antonio de Genaro
  - Marquès de Grez

- Terços valons:
  - Clerc
  - Calone
  - Franque

- Regiments alemanys:
  - Iaques
  - Cleinhans

- Caballeria del Baró de Butier
  - Troç de Borgonya – Dionisio Poitier 600 homes
  - Troç de Flandes – Julio Vizconde 600 homes

- Regiment d'alemanys del Comte de Ro comandat per Hércules Vizconde

- Terç de Cristobal Cavallero

- - Terç de Pedro Viedma – (Al Fort de Trinidad)
  - Regiment alemany del Baró de Vilani – (Al Fort de Nuestra Señora de Montserrat)
  - Terç de València (amb 387 homes efectius l'agost de 1652)
  - Terç del Comte de Ro – (Als Forts Vizconde i Nuestra Señora de Gracia)
  - Regiment alemany de Careme – una Estrella (no a un fort)
  - Terç de valons de Franqueè – (Al fort de San Buenaventura)
  - Regiment alemany de Chapuis – (Dins dos reductes al costat del Quarter de Sans)

El desembre arribaven 1.100 homes del terç aragonès de Martin de Azlor. El 21 de desembre de 1651 arribava el terç de Pedro de Viedma amb 300 homes, el 28 de desembre una companyia de 90 homes del terç de València i 160 homes de la lleva de Juan de Miranda. El 31 de desembre de 1651 arribava el terç de Tarragona amb 900 homes en 10 companyies. Embrigadat amb aquest hi havia una companyia de 110 homes de la Vall d'Aran.

## El setge
L'exèrcit castellà va arribar al riu Llobregat el mes d'agost i va continuar avançant fins a les Corts de Sarrià i continuant fins a Sant Martí de Provençals. Només se'ls va oposar el regiment de cavalleria català d'Ardena. La construcció dels forts de Marina i de Sant Felip contribuïren al bloqueig de Barcelona. Abans de l'atac definitiu, les tropes de Joan Josep d'Àustria es van dedicar a completar la línia fortificada als voltants de la ciutat, des del Besòs fins a Montjuïc, mentre que la defensa de la ciutat va ser organitzada per la Coronela de Barcelona i encapçalada pel Consell de Cent.
Barcelona mantenia 4 regiments catalans: el de la Ciutat de Barcelona, l'anomenat de Montjuïc, el de Diputació i probablement el de Francesc Mostarós, a part de la Coronela de Barcelona. Consta també la presència dels regiments suïssos de Lochmann i Reynolds amb uns 1.200 homes durant el setge i dels regiments de La Reine i part del d'Auvergne. També hi intervengueren els regiments de cavalleria d'Aguilar i d'Ardena.
El cap de l'exèrcit francès, el general Jean-Gaspard-Ferdinand de Marsin, que tenia una estreta relació amb el Príncep Condé, va decidir abandonar la plaça. Argumentant que havia de sortir de Barcelona però ho feu, amb 150 homes dels regiments de cavalleria de la ciutat: i amb un miler d'infants (regiments Marsin, Monpouillan, que feien 750 infants i 10 companyies de Gesvres). Arribat a Granollers, el mateix dia 23 de setembre argumentà que havia d'anar a prendre una plaça ocupada per l'exèrcit hispà i inicià la seva marxa havent augmentat les seves forces amb els regiments de Marsin, La Mothe-Houdancourt, Marcousse i la meitat de Mérinville en total 800 cavallers doncs 200 cavallers (majoritàriament del regiment de La Mothe-Houdancourt) el van abandonar en conèixer el seu destí i varen tornar a la guarnició de Barcelona. D'aquesta manera, el Comte de Aletz junt amb el Comte d'Illes restaven amb només 700 cavalls a Granollers.
El pas a França que es feu via La Seu d'Urgell i Andorra fou pactat amb Joan Josep d'Austria, que el va reforçar deslliurant els presoners francesos en el seu poder, dirigint-se amb posterioritat a Guyena on participà en els combats de la Fronda.
El 10 d'octubre de 1651 el capità Prades del regiment de Mostarós, va fer rendir el fort de Llauger al costat de Santa Madrona. El 24 d'octubre entraven els primers reforços a la guarnició: 300 o 400 cavallers per d'Ardena (regiment de Josep d'Ardena i algunes companyies d'altres regiments reunides a Granollers). El dia 27 hi entrava el capità del regiment de Champagne, Cresson, per a servir com a Sergent de Batalla. Amb ell vindrien un miler d'homes.
De totes maneres, el 5 de novembre, en un assalt a les línies hispàniques, Cresson fou mort.
El regne de França alarmat davant de la situació nomenà com a nou virrei francès, al Mariscal Philippe de La Motte Houdancourt. També es cridà al Mariscal de Saint André Montbrun perquè amb el seu exèrcit format per 60 compagnies d'infanteria (regiments de Normandie, Bretagne i Guyenne) i 57 de cavalls (regiments de Ternes, Canillac, companyia de guàrdies del Príncep Tomàs de Savoia, 3 companyies de gendarmes). El gener de 1652 aquest arribava a les portes de Barcelona amb 3.000 infants i 2.000 cavalls, però el seu atac fou rebutjat. Malgrat tot, la Mothe seguí l'estratègia d'intentar reforçar la guarnició de Barcelona d'una banda i de l'altra mantenir un contrabloqueig a les tropes castellanes. Les accions de reconquesta de Terrassa (amb la intervenció de part del regiment d'infanteria d'Auvergne i el de cavalleria de Aligre) el 18 de gener de 1652, el manteniment de l'Hospitalet durant el setge i l'expulsió de les tropes castellanes de Canet l'agost de 1652 així ho demostren. En les accions de Terrassa i Canet es destacà el regiment de cavalleria d'Alègre (o Aligre).
El 4 de maig de 1652 arribava a Barcelona una flota de 30 barques amb queviures, i es va aprofitar per embarcar els regiments de Bretanya i de Normandia i fer-los tornar amb el general Saint André Montbrun que els reclamava.
El setge consistí en una successió d'atacs de les forces franco-catalanes per trencar el setge, introuir tropes i queviures a Barcelona i capturar algun dels forts que construïren els castellans. Malgrat tot, els francesos no podien emprar ni tan sols totes les seves escasses forces en llevar el setge. Així a l'estiu de 1652 varen haver de reprimir amb els regiments Tort (català) i Alés una conspiració a Vic.
L'entrada a Barcelona, el dia de Sant Jordi de 1652, del mariscal de La Mothe, amb tres regiments d'infanteria (Normandie, Bretagne i Austrain) i uns 600 cavalls, travessant les línies espanyoles per Montjuïc coberts pel regiment de Francesc de Mostarós i Bosser, va donar esperança a la resistència barcelonina. Tan aviat com el 27 d'abril la cavalleria francesa sota el comanament de La Mothe-Houdancourt, realitzà una sortida amb el regiment de Saint Simon, sortint victoriosa de l'encontre amb la cavalleria castellana. No obstant això, La Mothe-Houdancourt va resultar ferit. Especialment sagnants varen ser l'atac fallit del 13 de maig al fort de Sant Ferreol en què el regiment de Mostarós fou delmat, i la presa per part de La Mothe del fort de los Reyes el 17 de juliol, reprès pels castellans l'endemà. En aquest darrer cas les tropes franceses i suïsses de la guarnició es rendiren, però l'esclat d'una mina poc després de la rendició va provocar l'execució de gairebé tots els presoners per part dels castellans. L'atac planificat per Josep de Margarit va tenir una execució deficient perquè no es van portar ni queviures ni municions al fort. Els posteriors atacs hispànics foren rebutjats, encara que en un d'ells moriria el Cavaller d'Austrain.
Tot i això, durant la primavera d'aquell any la situació de la ciutat es va anar fent insostenible, agreujada per l'extensió de la pesta, que es va cobrar entre 22.000 i 27.000 víctimes, i finalment amb la conquesta el mes de setembre de les poblacions del Maresme, i notablement Mataró, ón la Vila de Girona mantenia una companyia de guarnició, per part de l'exèrcit castellà, es privà a Barcelona dels subministraments que rebia per via marítima. Només quedava una alternativa la rendició. Abans de la capitulació, Josep de Margarit i els seus fidels fugien en una xalupa que aconseguí escapolir-se pel mig de la flota hispànica la nit del 2 d'octubre.
Barcelona va capitular l'11 d'octubre de 1652. La capitulació incloia l'entrega de Cardona. Mentre els personatges compromesos amb França havien de fugir, el conseller en cap Rafel Casamitjana i d'Erill acompanyat de Pau del Rosso, degà del capítol de la Seu de Barcelona i President de la Generalitat de Catalunya i profund anticastellanista, van haver de rendir homenatge a Joan Josep d'Àustria, qui va prometre un perdó general.

## Conseqüències
Les tropes franceses sortiren de Barcelona, formades per un miler d'efectius d'infanteria i uns 200 de cavalleria acompanyades de 6 canons, juntament amb uns pocs catalans. Els malalts i ferits serien embarcats en 6 vaixells que vindrien d'Agde. Amb la caiguda de Barcelona, en mans de l'exèrcit de Felip IV d'Espanya comanat per Joan Josep d'Àustria es posava punt final al conflicte i les autoritats catalanes restaven novament sota l'obediència del rei castellà, s'aixecaren els Terç de Barcelona d'Isidre Gorchs i el de Francesc Granollachs i de Millàs, i les Drassanes Reials de Barcelona es convertiren en caserna.
El 1652 finalitzà la Guerra dels Segadors, però les tropes franceses encara es mantingueren a Catalunya durant set anys intentant reconquerir-la fins a l'any 1657 i mantenint les places fortes al nord del Principat fins a la signatura del Tractat dels Pirineus el 1659.